# Etienne Constantin de Gerlache
Etienne Constantin, baró de Gerlache (Bertrix, 1785 − Ixelles, 1871) va ser un advocat i polític del Regne Unit dels Països Baixos, i més tard es va convertir, el 1831, en el primer, Primer Ministre de Bèlgica, de nova creació.
Va estudiar Dret a París i el practica allà per algun temps, però que es van assentar a Lieja, després de l'establiment del Regne dels Països Baixos. Com a membre dels Estats Generals va ser un membre de l'oposició enèrgica, i, encara que va repudiar la política ultramuntana, va donar suport a l'aliança dels catòlics extrems amb el Partit Liberal, que va aplanar el camí per la revolució de 1830.
En l'esclat dels disturbis a l'agost de 1830 encara, però, pensava que la dinastia dels Orange-Nassau i la unió amb els Estats era essencial neerlandesa, però la seva opinió va canviar i, després de la celebració de les diferents oficines del govern provisional, va ser nomenat president del Congrés, i ha avançat la proposta de convidar a Leopold de Saxònia-Coburg per esdevenir rei dels belgues. El 1832 va ser president de la Cambra de Representants, i per trenta-cinc anys que va presidir el tribunal d'apel·lació. Va presidir els congressos Catòlics celebrats a Malines entre 1863 i 1867. Es desprèn dels principis conservadors enunciats en el seu Essai sur le Mouvement des partis en Belgique. Com a historiador la seva obra va estar fortament influïda pels seus prejudicis contra els neerlandesos i les seves predileccions catòliques. La seva Histoire des Pays-Bas depuis 1.814 jusque 1830, era una defensa especial contra la dominació neerlandesa. El més important de les seves altres obres van ser la seva Histoire de Lieja i les seves Etudes sud Salluste et sur quelques-uns historiens desprincipaux d'antiquité.
El 1831, va ser elegit a Lieja per a la Cambra de Representants de Bèlgica, de la qual fou president fins a 1832. Més tard, es va convertir en el president de la Cort de Cassació belga, una funció en la qual va romandre fins a 1867. Va morir el 10 de febrer de 1871 a Ixelles.